# 鄭自才

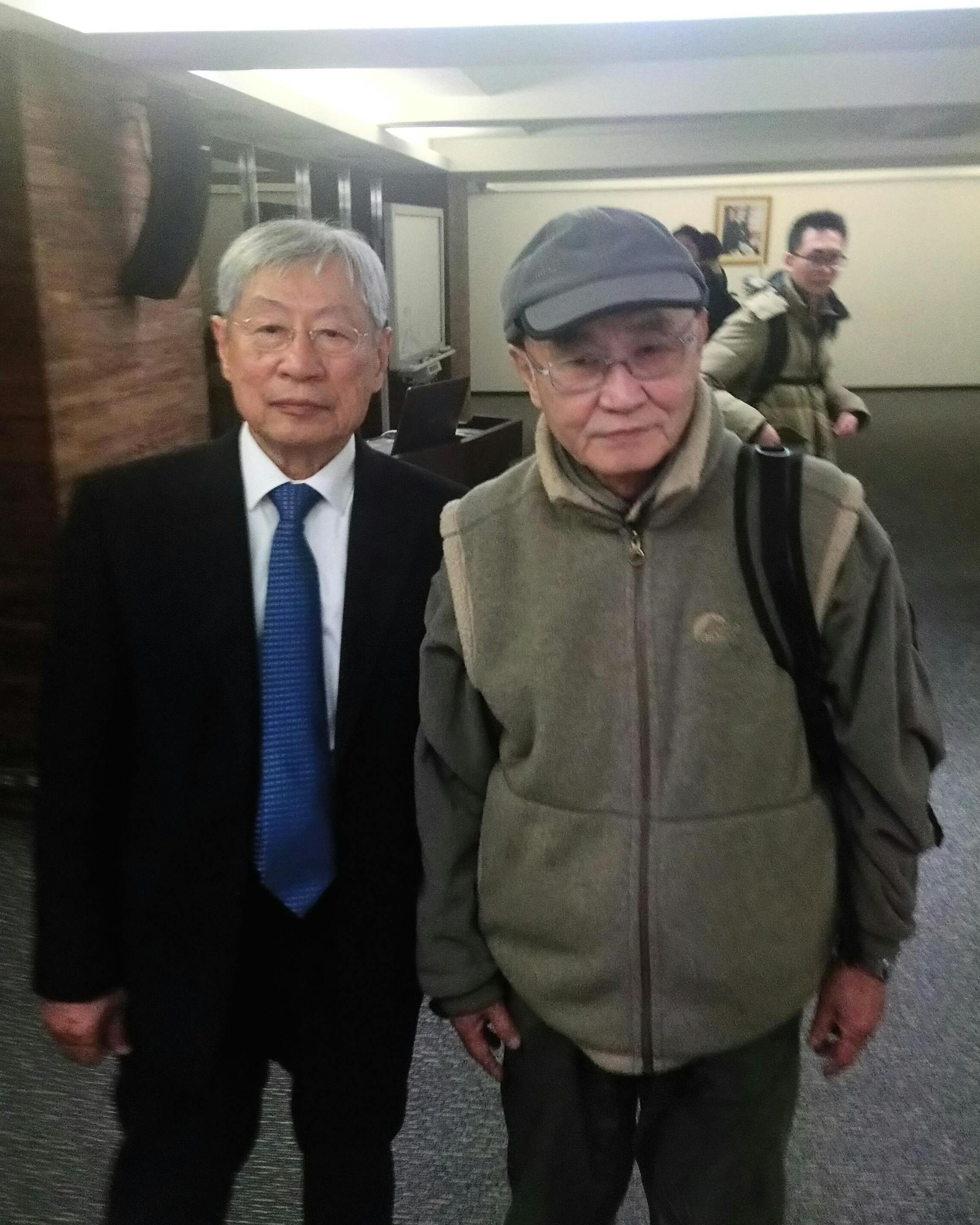
《刺蔣：鄭自才回憶錄》著作發表會結束後的鄭自才（左）與黃文雄（右）

鄭自才（1936年12月1日—），出生姓名為鄭自財，畢業於國立成功大學建築學系，師事郭柏川，美國卡內基美隆大學碩士，是台灣建築師、景觀設計師、畫家、台灣獨立運動參與者，與黃文雄是四二四刺殺蔣經國案當事人，亦是黃文雄之妹黃晴美的先生。目前為台澎國際法法理建國黨創黨主席。其弟為國立政治大學傳播學院廣告學系所主任鄭自隆。

## 刺蔣案
1962年，鄭自才赴美國留學，萌生台灣意識。時年33歲正任職於紐約知名建築師Marcel Brueuer事務所的鄭自才、32歲的黃文雄、30歲的黃晴美（黃文雄妹、鄭自才妻）等決定以刺殺蔣經國來向國際社會表達自己的心聲，為台灣除掉獨裁者，讓台灣有新的可能性。他表示：四二四刺殺蔣經國的「其中一個原因是不想讓蔣家順利接班，若刺蔣順利，可望挑起國民黨內爭取接班的派系鬥爭。」刺蔣案後，台灣獨立建國聯盟聲勢一度如日中天，但沒多久就陷入分裂危機，內部存在「行動派」與「和平派」兩派路線之爭，事件後鄭自才與黃文雄都離開台獨聯盟，因為「蔡同榮、張燦鍙、陳隆志這些領頭都太保守了」。四二四刺蔣案後，鄭自才棄保潛逃瑞典，沒多久其妻黃晴美帶著兒子和女兒到斯德哥爾摩和他團聚；隔年，鄭自才被引渡美國服刑，服刑完畢重返瑞典時已和黃晴美想法不同。鄭自才和黃晴美離婚後，黃晴美和子女定居瑞典，鄭自才移居加拿大。

## 回到台灣
1993年，鄭自才在臺南縣山上鄉臺灣明德外役監獄（今法務部矯正署明德外役監獄）服外役監，重拾畫筆。1993年民主進步黨臺南縣縣長黨內初選，鄭自才委託其妻子吳清桂登記參選，結果鄭自才在新潮流系支持下獲得第一名；但鄭自才出獄之日無法趕上臺南縣縣長選舉登記時間（差三天），民進黨中央黨部決定由陳唐山遞補提名，鄭自才縣長夢碎。
1995年，鄭自才監造設計臺北市二二八和平紀念公園和平紀念碑之後，決定回來做景觀設計；2004年，鄭自才取得「阿里山隙頂地區及十字路據點遊憩服務設施工程」設計權，是他最後一個景觀設計作品。1995年，鄭自才爭取列入民進黨全國不分區立法委員名單，但新潮流系改支持陳唐山，福利國連線也不支持鄭自才，只有新世紀國會辦公室支持鄭自才，最後鄭自才並未列入不分區立委名單；鄭自才自認在民進黨內屬海歸派，海歸派與本土派有利益衝突，再加上提名委員會說他「不具專家學者資格」令他不服，從此他不再參加民進黨活動。1996年中華民國總統選舉，鄭自才接受美聯社專訪時批評，總統李登輝的就職演說內容空洞。
2013年4月6日，鄭自才在台灣民政府「第53期法理學院研習會」演講〈中華民國不是一個國家〉。
2014年9月2日，當時無黨籍台北市市長的參選人柯文哲在Facebook表示「蔣經國時代對於政府官員操守及政商關係的嚴格規範，應成為台灣政治的典範，值得所有執政者學習」，引發爭議。同月3日，鄭自才說，台灣人普遍不重視文化、藝術和歷史，台灣形同一片文化沙漠，柯文哲才會講出這種好笑的話，「獨裁者有什麼好學習的？有人會喊著要向希特勒學習嗎？講出這種話真是悲哀」；他建議柯文哲，回去當醫生，不要搞政治，也不要管那麼多，致力於醫學專業對台灣更有貢獻。
2017年2月10日，鄭自才已不涉足政治，自認離四二四刺蔣案已愈來愈遠，也不參加任何二二八事件紀念活動；他說，他用二種方式表達對台灣的愛：60歲以前用行動捍衛主權、獨立與尊嚴，60歲以後用筆畫出台灣的脈動、色彩與溫度。鄭自才說，他年輕時為自己「台灣獨立建國」的夢打拚，現在則替年輕人抱屈，「非常不滿意」蔡英文政府的政績；蔡英文在主權問題不能一直喊維持現狀，前總統陳水扁「做事比較有魄力」、不像蔡英文什麼事都喊維持現狀；他期待蔡英文政府能完成年金改革，至少這是一項政績，但也要照顧公務人員與勞工。同日，民進黨發言人阮昭雄回應，民進黨尊重鄭自才的指教，沒有評論，「我們會繼續努力」。
2024年6月23日，鄭自才在自己的Facebook上，譴責以色列對巴勒斯坦人採取種族滅絕的行徑。

## 建立台澎黨
2019年6月30日，台澎國際法法理建國黨於台中世界貿易中心舉辦成立大會，鄭自才為台澎黨創黨主席。2019年12月26日，鄭自才說，民進黨現在就是把中華民國與台灣綁在一起，「蔡英文她都是這樣講，好像也只能這樣講，我們覺得這不對，所以台澎黨還是要堅持講出自己的主張」。
2023年9月，登記參與2024年中華民國總統選舉的被連署人（總統候選人），但必須跨過近29萬份聯署的門檻才可以列入選票。

## 著作
- 1936-, Zheng, Zicai,; 1936-, 鄭自才,. .  Chu ban. Taibei Shi.   [2018-06-08]. ISBN 9789865794958. OCLC 1028740078. （原始内容存档于2019-06-14）.（台北：允晨文化，2018）

## 外部連結
- 鄭自才的Facebook專頁
- 鄭自才畫室 （页面存档备份，存于）